# کیمیکو سایتو
کیمیکو سایتو (انگلیسی: Kimiko Saitō؛ ۱۲ فوریهٔ ۱۹۷۷ – ) صداپیشه، و بازیگر اهل ژاپن بود.